# Saint-Jean-de-Chevelu
Saint-Jean-de-Chevelu is een gemeente in het Franse departement Savoie (regio Auvergne-Rhône-Alpes) en telt 584 inwoners (1999). De plaats maakt deel uit van het arrondissement Chambéry.

## Geografie
De oppervlakte van Saint-Jean-de-Chevelu bedraagt 12,8 km², de bevolkingsdichtheid is 45,6 inwoners per km².
De onderstaande kaart toont de ligging van Saint-Jean-de-Chevelu met de belangrijkste infrastructuur en aangrenzende gemeenten.

## Demografie
Onderstaande figuur toont het verloop van het inwonertal (bron: INSEE-tellingen).